# Балич, Доминик
Доминик Балич (хорв. Dominik Balić; 4 мая 1996, Сплит) — хорватский футболист, защитник клуба «Мелака Юнайтед».

## Биография
Доминик родился в хорватском городе Сплит. Воспитанник футбольного клуба «Дугополье», также выступал за юношеские команды «Хайдука» и «Сплита». Во взрослом футболе дебютировал в составе «Дугополье». Всего за клуб провёл 98 игр и забил четыре гола, был капитаном команды. 23 мая 2019 года подписал контракт с малайским клубом «Мелака Юнайтед». В Суперлиге Малайзии дебютировал 25 мая 2019 года в матче против «Перака».